# Diastata modesta
Diastata modesta is een vliegensoort uit de familie van de Diastatidae. De wetenschappelijke naam van de soort is voor het eerst geldig gepubliceerd in 1913 door Melander.